# Jacuizinho
Jacuizinho est une municipalité brésilienne située dans l'État du Rio Grande do Sul. Sa population estimée en 2004 était de 2.453 habitants.